# Elatostema paracuminatum
Elatostema paracuminatum är en nässelväxtart som beskrevs av Wen Tsai Wang. Elatostema paracuminatum ingår i släktet Elatostema och familjen nässelväxter. Inga underarter finns listade i Catalogue of Life.